# TikTok
TikTok este o aplicație și o rețea de socializare deținută de ByteDance. TikTok a fost lansat în China sub numele „A.me” în septembrie 2016 de Zhang Yiming. Este folosită pentru a crea videoclipuri scurte de mai multe genuri. A fost lansată în 2017 pentru țările din afara Chinei. Este populară în Asia, Statele Unite al Americii, și în mai multe țări, cum ar fi și în România.

## Conținut video
Potrivit contorizărilor realizate la diferite clipuri prezente în online, dar și din datele deținute de Biroul Român de Audit Transmedia, se arată că circa 85% din utilizatorii de internet preferă conținutul video. Acest lucru se datorează impactului mult mai mare pe care îl au videoclipurile și imaginile asupra creierului nostru. Astfel, s-a demonstrat științific că 90% din informațiile procesate de creierul uman sunt cele vizuale. În acest context au apărut mai multe aplicații și site-uri destinate clipurilor video în online, precum: YouTube, Dailymotion, Vimeo sau TikTok, dar nici aplicațiile de socializare nu s-au lăsat mai prejos. În acest context, Facebook, Instagram sau X au adoptat politici care să permită apariția și prezența clipurilor video.

## Istoric
În anul 2017 o companie din Beijing, ByteDance, a achiziționat pentru un miliard de dolari start-up-ul Musical.ly din Shanghai. Acesta era un start-up de succes internațional și în 2016 se lansase pe piața chineză o aplicație similară care purta denumirea de Douyin. Astăzi, aplicația TikTok are la bază vechea aplicație Musical.ly.
TikTok este aplicația mobilă care le permite utilizatorilor să creeze sau să urmărească clipuri video între 3 secunde și 60 minute ca durată. Aceste filmulețe au pe fundal fragmente din piese muzicale, diferite sunete, dialoguri, sau diferite replici memorabile iar protagoniștii filmulețelor fie dansează, mimează un dialog sau un cântec ori interpretează scenic pe baza sunetului original, totul pentru a crea o plăcere, o stare de bine utilizatorului. Potrivit rezultatelor obținute de magazinele de aplicații AppStore și GooglePlay, TikTok este cea mai descărcată aplicație la nivelul continentului European și a celui American, iar valoarea companiei deținătoare a acestei aplicații a ajuns la 75 de miliarde de dolari.